# La hija del presidente (telenovela)
La hija de presidente es una telenovela venezolana protagonizada por Luis Gerardo Núñez, Mariela Alcalá, Saúl Marín y Roxana Díaz. 
Fue producido por Marte Televisión en 1994, y transmitido por Televen, siendo esta la única telenovela transmitida por el último nombrado 1994. Es un remake de la telenovela La tirana de 1965.

## Sinopsis
Es una historia de pasión y venganza que comienza con un intento golpe de Estado liderado por el capitán Fabricio Camacho contra el gobierno despótico de Benito Santana. 
Durante el intento, Alma, muere por los rebeldes y su hija desaparece, razón por la que juró regresar a su país para buscarla. Martina, fiel sirviente del capitán Daniel Santana, hijo del dictador, recogerá la niña, logrando hacer su jefe de acuerdo a criarla en su propia casa. Pasaron los años y Yura, hija de Fabricio Camacho se convierte en una mujer hermosa y salvaje, y sin darse cuenta, chispeará el amor en el hombre que ella considera su padre. 
Ariel Alvarado, hijo primogénito de Adriana Sarabia, es invitado a casa de Daniel Santana a superar la depresión causada por el repentino abandono de su amada novia, Jimena Saint Llorens, sin saber que su anfitrión es realmente su padre. Sobre la reunión, Yura y Ariel se sentirán profundamente atraídos mutuamente, vive un apasionado romance a espaldas de Daniel. 
El destino separará, cuando Yura tiene un aborto espontáneo y culpa a Ariel, pensando que fue traicionado, ella jura tomar venganza contra él. Convertir el dolor en Fortaleza, la joven acepta casarse con Daniel, ahora presidente de la isla y debe escapar a Venezuela después de que el nuevo golpe de Estado liderado por Fabricio Camacho es exitoso. 
En Venezuela, la familia Alvarado les ofrece su hospitalidad, debido a la buena relación que tenían con el gobierno de Santana. Eso es cómo Yura, Daniel, Ariel y Adriana juntos bajo el mismo techo, luchando contra sus sentimientos y que no pueden olvidar el pasado. 

## Elenco
- Luis Gerardo Núñez como Ariel Santana
- Mariela Alcalá como Yura Sacramento Camacho / Alma
- Eduardo Serrano como Capitán Daniel Santana
- Belén Marrero como Adriana Sarabia "Muñeca"
- Yoletti Cabrera como Jimena Saint Llorens
- Yanis Chimaras como Capitán Fabricio Camacho
- Rodolfo Drago como Leonardo Alvarado
- Javier Paredes como Teniente Mario Linares
- Yajaira Paredes como Gioconda Blanchard
- Xiomara Blanco como Martina Sacramento
- Antonio Cuevas como Julián Saint Llorens
- Rebeca Alemán como Dolores Cantelo
- Juan Carlos Rangel como Benito Santana
- Aitor Gaviria como José Luis Subero
- José Félix Cárdenas como Gato Montoya
- Roxana Díaz como Pamela Alvarado
- Saúl Marín como Basilio Romano
- Luly como Fabiana de la calle
- Carolina Tejera como Nataly Alvarado
- Lizzie Torres como Amalia Saint Llorens
- José Zambrano como Diego
- Jorge Reyes como Jorge
- Alexander Espinoza
- Miguel Lucero

## Ficha de Producción
- Original: Manuel Muñoz Rico, José Simón Escalona
- Libretos: María Helena Potas, Iris D. Dubs, Basio Álvarez, Romano Rodríguez
- Música original: Juan Marcos Blanco
- Edición: Alberto Ponte
- Tema de cierre (para Televen en 1995): Y te pienso
- Intérprete: Franco de Vita
- Musicalización y efectos: Alexis Ascanio
- Maquillaje: Henry Sarmiento, Ángel Reyes
- Diseño de vestuario: Antonio Alfonzo
- Escenografía y ambientación: Carmen de Jacovo, Roberta Barón
- Producción de exteriores: Donatella Ungredda
- Dirección de exteriores: Luis Gaitán
- Producción general: Víctor Fernández
- Dirección general: Tito Rojas

## Transmisión y Cronología
- El primer capítulo se emite el 8 de mayo de 1995 a las 8:00 p. m., en sustitución de Perla negra con Andrea del Boca y Gabriel Corrado. El 9 de mayo de 1995 comienza a emitirse de lunes a sábado a la 1:00 p. m.
- Cambia de horario en dos oportunidades, la primera el 28 de agosto de 1995 de lunes a sábado a la 1:30 p. m., la segunda de lunes a sábado a las 3:00 p. m. hasta su último capítulo el 7 de noviembre de 1995.

- Datos: Q6466195